# Juan Boscán
Pour les articles homonymes, voir Boscán.
Juan Boscán, de son nom complet Juan Boscán Almogáver, en catalan Joan Boscà i Almogàver (né à Barcelone, entre 1485 et 1492 - mort à Perpignan,le 21 septembre 1542), est un poète et écrivain catalan de langue espagnole.

## Éléments biographiques
Juan Boscán servit en Italie, jouit de la faveur de Charles Quint et eut part à l'éducation du duc d'Albe. Il prit pour modèle les poètes italiens, surtout Pétrarque, introduisit dans la poésie espagnole une douceur et une harmonie inconnues avant lui, et fut le premier poète espagnol à employer le vers hendécasyllabique. Il était étroitement lié avec Garcilaso de La Vega. Ses poésies, réunies à celles de ce dernier ont été publiées à Venise en 1553.